# Titularbistum Cernitza
Cernitza (ital.: Cernizza) ist ein Titularbistum der römisch-katholischen Kirche.
Es geht zurück auf ein früheres Bistum auf der Halbinsel Peloponnes in Griechenland. Es war der Kirchenprovinz Patras zugeordnet. 
| Titularbischöfe von Cernizza |                               |                                              |                  |                    |
| Nr.                          | Name                          | Amt                                          | von              | bis                |
| 1                            | Emile-Elie Verhille CSSp      | Apostolischer Vikar von Fort Rousset (Kongo) | 21. Juni 1951    | 14. September 1955 |
| 2                            | Fidel Mario Tubino Mongilardi | Weihbischof in Lima (Peru)                   | 11. Februar 1956 | 1. Februar 1973    |